# Pseudanophthalmus
Pseudanophthalmus is een geslacht van kevers uit de familie van de loopkevers (Carabidae). De wetenschappelijke naam van het geslacht is voor het eerst geldig gepubliceerd in 1920 door Jeannel.

## Soorten
Het geslacht Pseudanophthalmus omvat de volgende soorten:
- Pseudanophthalmus acherontis Barr, 1959
- Pseudanophthalmus alabamae Valentine, 1932
- Pseudanophthalmus assimilis Barr, 1981
- Pseudanophthalmus audax (G.Horn, 1883)
- Pseudanophthalmus avernus Valentine, 1945
- Pseudanophthalmus barberi Jeannel, 1928
- Pseudanophthalmus barri Krekeler, 1973
- Pseudanophthalmus beaklei Valentine, 1937
- Pseudanophthalmus bendermani Barr, 1959
- Pseudanophthalmus brevis Valentine, 1932
- Pseudanophthalmus calcareus Barr, 1981
- Pseudanophthalmus catherinae Barr, 1959
- Pseudanophthalmus catoryctos Krekeler, 1973
- Pseudanophthalmus cerberus Barr, 1985
- Pseudanophthalmus chthonius Krekeler, 1973
- Pseudanophthalmus ciliaris Valentine, 1937
- Pseudanophthalmus cnephosus Krekeler, 1973
- Pseudanophthalmus conditus Krekeler, 1973
- Pseudanophthalmus cordicollis Barr, 1981
- Pseudanophthalmus cumberlandus Valentine, 1937
- Pseudanophthalmus darlingtoni Barr, 1985
- Pseudanophthalmus deceptivus Barr, 1981
- Pseudanophthalmus delicatus Valentine, 1932
- Pseudanophthalmus desertus Krekeler, 1973
- Pseudanophthalmus digitus Valentine, 1932
- Pseudanophthalmus egberti Barr, 1965
- Pseudanophthalmus elevatus Valentine, 1932
- Pseudanophthalmus elongatus Krekeler, 1973
- Pseudanophthalmus emersoni Krekeler, 1958
- Pseudanophthalmus engelhardti (Barber, 1928)
- Pseudanophthalmus eremita (G.Horn, 1871)
- Pseudanophthalmus exiguus Krekeler, 1973
- Pseudanophthalmus exoticus Krekeler, 1973
- Pseudanophthalmus farrelli Barr, 1959
- Pseudanophthalmus fastigatus Barr, 1981
- Pseudanophthalmus fowlerae Barr, 1980
- Pseudanophthalmus frigidus Barr, 1981
- Pseudanophthalmus fulleri Valentine, 1932
- Pseudanophthalmus fuscus Valentine, 1931
- Pseudanophthalmus georgiae Barr, 1981
- Pseudanophthalmus globiceps Barr, 1985
- Pseudanophthalmus gracilis Valentine, 1931
- Pseudanophthalmus grandis Valentine, 1931
- Pseudanophthalmus hadenoecus Barr, 1965
- Pseudanophthalmus henroti Jeannel, 1949
- Pseudanophthalmus hesperus Barr, 1959
- Pseudanophthalmus higginbothami Valentine, 1931
- Pseudanophthalmus hirsutus Valentine, 1931
- Pseudanophthalmus hoffmani Barr, 1965
- Pseudanophthalmus holsingeri Barr, 1965
- Pseudanophthalmus horni (Garman, 1892)
- Pseudanophthalmus hortulanus Barr, 1965
- Pseudanophthalmus hubbardi (Barber, 1928)
- Pseudanophthalmus hubrichti Valentine, 1948
- Pseudanophthalmus humeralis Valentine, 1931
- Pseudanophthalmus hypertrichosis Valentine, 1932
- Pseudanophthalmus hypolithos Barr, 1981
- Pseudanophthalmus illinoisensis Barr & Peck, 1966
- Pseudanophthalmus inexpectatus Barr, 1959
- Pseudanophthalmus inquisitor Barr, 1980
- Pseudanophthalmus insularis Barr, 1959
- Pseudanophthalmus intermedius (Valentine, 1931)
- Pseudanophthalmus intersectus Barr, 1965
- Pseudanophthalmus jonesi Valentine, 1945
- Pseudanophthalmus krameri Krekeler, 1973
- Pseudanophthalmus krekeleri Barr, 1965
- Pseudanophthalmus lallemanti Jeannel, 1949
- Pseudanophthalmus leonae Barr, 1960
- Pseudanophthalmus limicola Jeannel, 1931
- Pseudanophthalmus loedingi Valentine, 1931
- Pseudanophthalmus loganensis Barr, 1959
- Pseudanophthalmus longiceps Barr, 1981
- Pseudanophthalmus macradei Valentine, 1948
- Pseudanophthalmus menetriesii (Motschulsky, 1862)
- Pseudanophthalmus montanus Barr, 1965
- Pseudanophthalmus nelsoni Barr, 1965
- Pseudanophthalmus nickajackensis Barr, 1981
- Pseudanophthalmus nortoni Barr, 1981
- Pseudanophthalmus occidentalis Barr, 1959
- Pseudanophthalmus ohioensis Krekeler, 1973
- Pseudanophthalmus orthosulcatus Valentine, 1932
- Pseudanophthalmus packardi Barr, 1959
- Pseudanophthalmus pallidus Barr, 1981
- Pseudanophthalmus paradoxus Barr, 1981
- Pseudanophthalmus parvicollis Jeannel, 1931
- Pseudanophthalmus parvus Krekeler, 1973
- Pseudanophthalmus paulus Barr, 1981
- Pseudanophthalmus paynei Barr, 1981
- Pseudanophthalmus petrunkevitchi Valentine, 1945
- Pseudanophthalmus pholeter Krekeler, 1973
- Pseudanophthalmus pilosus Barr, 1985
- Pseudanophthalmus pontis Barr, 1965
- Pseudanophthalmus potomacus Valentine, 1932
- Pseudanophthalmus praetermissus Barr, 1981
- Pseudanophthalmus princeps Barr, 1979
- Pseudanophthalmus productus Barr, 1980
- Pseudanophthalmus pubescens (G.Horn, 1868)
- Pseudanophthalmus punctatus Valentine, 1931
- Pseudanophthalmus pusillus Barr, 1981
- Pseudanophthalmus pusio (G.Horn, 1868)
- Pseudanophthalmus puteanus Krekeler, 1973
- Pseudanophthalmus quadratus Barr, 1965
- Pseudanophthalmus rittmani Krekeler, 1973
- Pseudanophthalmus robustus Valentine, 1931
- Pseudanophthalmus rogersae Barr, 1981
- Pseudanophthalmus rotundatus Valentine, 1932
- Pseudanophthalmus sanctipauli Barr, 1981
- Pseudanophthalmus scholasticus Barr, 1981
- Pseudanophthalmus scutilus Barr, 1981
- Pseudanophthalmus seclusus Barr, 1981
- Pseudanophthalmus sequoyah Barr, 1981
- Pseudanophthalmus sericus Barr, 1981
- Pseudanophthalmus shilohensis Krekeler, 1958
- Pseudanophthalmus sidus Barr, 1965
- Pseudanophthalmus simplex Barr, 1980
- Pseudanophthalmus simulans Barr, 1985
- Pseudanophthalmus solivagus Krekeler, 1973
- Pseudanophthalmus steevesi Barr, 1981
- Pseudanophthalmus striatus (Motschulsky, 1862)
- Pseudanophthalmus sylvaticus Barr, 1967
- Pseudanophthalmus templetoni Valentine, 1948
- Pseudanophthalmus tenebrosus Krekeler, 1973
- Pseudanophthalmus tenesensis Valentine, 1937
- Pseudanophthalmus tenuis (G.Horn, 1871)
- Pseudanophthalmus thomasi Barr, 1981
- Pseudanophthalmus tiresias Barr, 1959
- Pseudanophthalmus transfluvialis Barr, 1985
- Pseudanophthalmus troglodytes Krekeler, 1973
- Pseudanophthalmus tullahoma Barr, 1959
- Pseudanophthalmus umbratilis Krekeler, 1973
- Pseudanophthalmus unionis Barr, 1981
- Pseudanophthalmus valentinei Jeannel, 1949
- Pseudanophthalmus vanburenensis Barr, 1959
- Pseudanophthalmus ventus Barr, 1981
- Pseudanophthalmus vicarius Barr, 1965
- Pseudanophthalmus virginicus (Barr, 1960)
- Pseudanophthalmus wallacei Barr, 1981
- Pseudanophthalmus youngi Krekeler, 1958